# Tainae jezik
Tainae jezik (ivori; ISO 639-3: ago), jedan od trinaest jezike jezgrovne podskupine šire anganske skupine transnovogvinejskih jezika. Govori ga oko 1 000 (1991 SIL) ljudi u provinciji Gulf u selima Pio, Famba i Paiguna, te u još nekim manjim, Papua Nova Gvineja.
Srodan mu je Akoye [miw]. Pismo: latinica.

## Vanjske poveznice
- Ethnologue (14th)
- Ethnologue (15th)